# Rhinella acutirostris
Rhinella acutirostris es una especie de anfibios de la familia Bufonidae.
Es endémica de las selvas amazónicas de Brasil, Colombia y Venezuela.